# (8550) Hesiodos
(8550) Hesiodos – planetoida należąca do zewnętrznej części pasa głównego okrążająca Słońce w ciągu 7 lat i 304 dni w średniej odległości 3,94 au. Została odkryta 12 sierpnia 1994 roku w Obserwatorium La Silla przez Erica Elsta. Nazwa planetoidy pochodzi od Hezjoda, greckiego epika. Przed jej nadaniem planetoida nosiła oznaczenie tymczasowe (8550) 1994 PV24.